# Boson Ier vicomte d'Aoste
Pour les articles homonymes, voir Boson (homonymie) et Boson Ier.
 Boson Ier vicomte d'Aoste (également italianisé en Bosone) actif depuis 1090/1100 mort vers 1125. Noble valdôtain, 1er vicomte d'Aoste dont l'origine demeure incertaine. Il est l'ancêtre putatif de la maison de Challant dont la dernière branche perdure dans la Vallée d'Aoste jusqu'au début du XIXe siècle.

## Vicomte d'Aoste
Le vicomte Boson Ier est considéré comme l'ancêtre de la Maison de Challant. Il apparaît avec le titre latin de vicomte (vicecomes) dans un acte de donation du 17 mars 1100 par lequel le comte de Maurienne Humbert II suzerain d'Aoste pour le compte duquel il exerce l'autorité, cède aux bénédictins de l'abbaye de Fruttuaria qui desservent l'église de Chambave  l'exercice de droits régaliens sur les voyageurs le transit des marchandises, des animaux...depuis l'« Eau Rousse », sur les limites de Nus jusqu'à « Pierre Piquée » une route taillée dans le rocher près de Châtillon.
Alessandro Barbero identifie Boson avec le « Boso » qui est titulaire de la chancellerie d'Aoste de 1091 à 1125 et donc le successeur dans la fonction de 1125 à 1147 est de plus, un certain « Aimo ».

## Origine incertaine
Déjà au XVIIIe siècle, Jean-Baptiste de Tillier, examinant la question de l'origine de Boson, estimait qu'il était issu des marquis de Montferrat ou des marquis de Saluces et penchait pour la première hypothèse. Ce point de vue est encore soutenu par l'ex reine Marie-José de Belgique et Aimé-Pierre Frutaz.
Des généalogistes du XIXe siècle ont établi que ces deux lignages avaient pour origine commune la puissante maison Alérame et que sur la base de la ressemblance de leurs armoiries les ancêtres de la maison de Challant devaient être une lignée de cadets ou se revendiquer comme tels des marquis de Montferrat. Le blason de ces derniers s'établit en effet avec un « champ d'argent au chef de gueules  » alors que celui des Challant présente un  «  champ d'argent au chef de gueules avec une cotice [bande] de sable brochant ».
Une autre hypothèse reposant sur l'onomastique souligne que le nom de « Boson » n'est usité par aucun membre de la maison Alérame et considère que Boson Ier serait lié à la dynastie bourguignonne des Bosonides peut-être en ligne féminine un « vicomte Boson » étant cité comme châtelain de Bard dès 1034.

## Postérité
Boson Ier est réputé avoir comme fils Aymon Ier vicomte d'Aoste qui apparaît dans des chartes postérieures.